# Mareyopsis oligogyna
Mareyopsis oligogyna är en törelväxtart som beskrevs av Franciscus Jozef Breteler. Mareyopsis oligogyna ingår i släktet Mareyopsis och familjen törelväxter.
Artens utbredningsområde är Gabon. Inga underarter finns listade i Catalogue of Life.